# Singa hamata melanocephala
Singa hamata là một phân loài nhện trong họ Araneidae.
Loài này thuộc chi Singa. Singa hamata melanocephala được Carl Ludwig Koch miêu tả năm 1836.